# Die Poggenpuhls

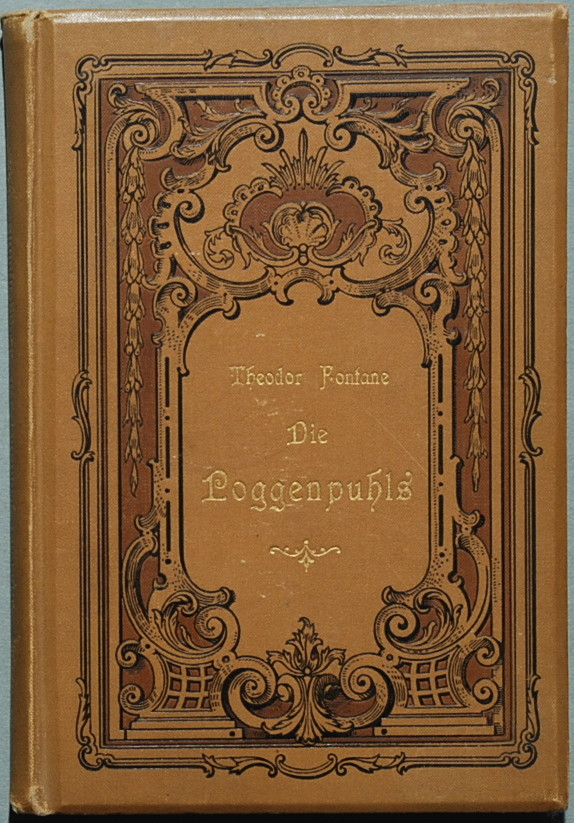
Verlagseinband der ersten Buchausgabe

Die Poggenpuhls ist einer der letzten Romane von Theodor Fontane.
Der Roman entstand in den Jahren 1891 bis 1894; der Vorabdruck fand in Vom Fels zum Meer 15/1 in der Zeit vom Oktober 1895 bis zum März 1896 statt. Im November 1896 erschien er erstmals als Buchausgabe im Verlag Friedrich Fontane & Co. in Berlin, 176 Seiten.

## Die Stellung des Romans im Gesamtwerk Fontanes
Der kleine Roman – der kürzeste, den Fontane geschrieben hat – entwirft ein adliges Gegenbild zum Roman Frau Jenny Treibel, der im bürgerlichen Milieu spielt. Die Handlung, angesiedelt im Dreikaiserjahr 1888, beschreibt eine Offiziersfamilie, deren Familienoberhaupt gefallen ist und die in einer Mietskaserne wohnt. Ein durchgehendes Motiv ist die finanzielle Kargheit. Sie macht aus dem Plot eine Art soziologischer Studie über den verarmten Offiziersadel in Preußen-Deutschland. Die sympathische Selbstachtung, mit der die Familienmitglieder den ständigen Mangel ertragen, schildert Fontane mit Sinn für unfreiwillige Komik und in mitfühlender Ironie.

## Inhalt
Die seit vielen Jahren verwitwete Majorin Albertine Pogge von Poggenpuhl lebt mit ihren drei Töchtern Therese, Sophie und Manon und dem treuen alten Dienstmädchen Friederike seit etlichen Jahren in der Großgörschenstraße in Berlin, während die Söhne Wendelin und Leo als Premier- bzw. Secondeleutnant bei ihrem Regiment in Thorn stehen. Die finanzielle Lage der Familie ist beklemmend, und so stellt es gleich zu Beginn der Erzählung ein Problem für die Mutter dar, dass der jüngere Sohn Leo sich zum Besuch angemeldet hat, um ihren Geburtstag am 4. Januar zu feiern: „Ja, da soll ich mich nun freuen. Aber kann ich mich freuen? Herkommen wird er ja wohl gerade mit dem Geld [Wendelin hat Leo sein Honorar, das er für einen Artikel im Militär-Wochenblatt bekommen hat, überlassen, damit der Lieblingssohn die Mutter besuchen kann], aber wenn er hier ist, müssen wir ihm doch ein paar gute Tage machen, und wenn er auch bescheiden in seinen Ansprüchen ist, so muss er doch den dritten Tag wieder zurück, und dafür müssen wir aufkommen.“ In den auf diesen Ausspruch folgenden Reaktionen der drei Töchter zeigt jede gleich ihre charakteristische Lebenseinstellung: Therese, die von einem auf die Familiengeschichte gestützten Hochgefühl getragen ist, will von den wirtschaftlichen Erwägungen der Mutter gar nichts hören, Sophie, ein nicht nur künstlerisches Allroundtalent, bietet gleich an, sich einen Vorschuss auf das Honorar auf ihre letzten Bilder geben zu lassen, und Manon schlägt vor, wieder einmal die Zuckerbüchse der Familie zu versetzen und sich, falls diese nicht mehr aus dem Pfandleihhaus ausgelöst werden kann, von ihren reichen jüdischen Freunden, der Bankiersfamilie Bartenstein, eine neue schenken zu lassen.
Doch schließlich muss zu keiner dieser Lösungen gegriffen werden: Onkel Eberhard, ein reich verheirateter General a. D. und Bruder des bei Gravelotte gefallenen Vaters der Familie, erscheint ebenfalls, um Albertines Geburtstag mitzufeiern, und überlässt den Kindern, nachdem er sie in eine Aufführung des Schauspiels Die Quitzows und zum Abendessen eingeladen hat, die respektablen Überreste des für die Restaurantrechnung angebrochenen Hundertmarkscheins. Doch auch dieses großzügige Geschenk löst die Geldprobleme der Familie, die besonders von Leo als schmerzlich empfunden werden, natürlich nicht dauerhaft. Mit dem Dienstmädchen Friederike erörtert Leo während des Besuchs die Möglichkeiten, entweder nach Afrika zu gehen oder aber eine reiche Jüdin zu heiraten – ein Plan, für den auch seine Schwester Manon sich erwärmen kann. Allerdings möchte sie ihn nicht mit der jungen Esther Blumenthal, mit der er in Thorn angebändelt hat, verehelicht sehen, sondern lieber mit ihrer Freundin Flora Bartenstein. Im Grunde aber verbietet sich beides, da es der Familientradition („Die Poggenpuhls nehmen nicht den Abschied.“ „Dann kriegen sie ihn.“ „Sie kriegen ihn auch nicht […]“, so Therese im Gespräch mit dem jüngeren Bruder) und dem Standesbewusstsein der Poggenpuhls widerspricht, und Leo gibt auch selber zu, dass es sich bei diesen Vorstellungen eher um Phantasiegespinste als um realistische Pläne handelt – genauso wie bei der Idee, eine Bühnenkarriere anzustreben wie sein ehemaliger Regimentskamerad Manfred von Klessentin.
Er reist also wieder ab nach Thorn, während Onkel Eberhard Sophie zur Gesellschaft für seine Gattin auf sein Schloss Adamsdorf mitnimmt. Sie soll dort von ihren künstlerischen Talenten Gebrauch machen und z. B. neue Wappenteller malen für die Generalin, die mit Eberhard von Poggenpuhl in zweiter Ehe verheiratet ist. Doch dazu kommt es nicht. Bei einer Fahrt mit dem Hörnerschlitten nahe bei der Prinz-Heinrich-Baude verunglückt Sophie und bricht sich den Oberschenkel. Noch auf dem Krankenlager beginnt sie mit Skizzen zu einem ganz anderen Projekt, das insbesondere den alten Onkel sehr erfreut: Sie soll die Dorfkirche mit Gemälden nach der Bibel schmücken. Damit ist sie mehrere Monate lang beschäftigt und berichtet in dieser Zeit immer wieder brieflich nach Berlin – auch in dieser Korrespondenz spielen allerdings die ständigen Geldsorgen der Familie eine ununterdrückbare Rolle.
Am Sedantag fährt Onkel Eberhard eher widerwillig nach Hirschberg, um beim Festakt die herkömmliche Rede auf den Kaiser zu halten. Er kehrt schwer krank zurück und stirbt wenige Tage später an Typhus. Die Tante schickt den Verwandten in Berlin eintausend Mark, damit sie sich für die Trauerfeier ausstaffieren und die Reise nach Adamsdorf bezahlen können. Nach der Bestattung führt sie mit Albertine von Poggenpuhl ein Gespräch, erläutert ihr ausführlicher als bisher ihre Vermögensverhältnisse und eröffnet ihr dann, dass die Poggenpuhlschen Damen von nun an mit dem Zinsertrag einer von ihr angelegten Summe zu rechnen haben, während Wendelin und Leo einmalige Geldgeschenke erhalten. „Die Majorin wollte der Generalin die Hand küssen, aber diese umarmte sie und küsste sie auf die Stirn. »Ich bin glücklicher als Sie«, sagte die Generalin. »Das sind Sie, gnädige Frau. Glücklich machen ist das höchste Glück. Es war mir nicht beschieden. Aber auch dankbar empfangen können ist ein Glück.«“
Während Therese auf die Mitteilung von der Änderung der Vermögensverhältnisse mit der Forderung an Manon reagiert, diese möge nun endlich ihren Umgang mit Bartensteins einstellen, bleibt Manon eher realistisch: „Also alles beim alten?“ „Ja. Und nun gar heiraten! So dumme Gedanken dürfen wir doch nicht haben; wir bleiben eben arme Mädchen. Aber Mama wird besser verpflegt werden und Leo braucht nicht nach dem Äquator. Denn ich denke mir, seine Schulden werden nun wohl bezahlt werden können, ohne Blumenthals und selbst ohne Flora. Flora selbst aber bleibt meine Freundin. Das ist das, was ich haben will. Und so leben wir glücklich und zufrieden, bis Wendelin und Leo etwas Ordentliches geworden sind […]“.

## Hintergrund
Fontane hielt sich wiederholt im schlesischen Schloss Arnsdorf auf, das er zum Schloss Adamsdorf des Romans machte.

## Deutung
Fontane gelingt es in diesem handlungsarmen Roman, ähnlich wie in dem sehr viel umfangreicheren Stechlin, glänzend, die Atmosphäre der adligen Gesellschaft in Preußen einzufangen und die Personen sich hauptsächlich durch ihre eigenen Äußerungen in Gesprächen und Briefen charakterisieren zu lassen. Eine Mischung aus Heiterkeit, z. T. durch die Hauptpersonen selbst geschildert, insbesondere durch Leo, und Melancholie des geschilderten langsamen Untergangs einer Gesellschaftsschicht und Epoche liegt über dem ganzen Roman.

## Rezeption
Der Roman wurde oft eher dem Naturalismus als dem poetischen Realismus zugeordnet, was in seiner gesellschaftskritischen Haltung begründet sein dürfte. Die zeitgenössische Kritik reagierte zunächst mit eher verhaltenem Lob. Paul Heyse monierte gar 1897, es habe sich aus der Raupe „durchaus kein Schmetterling entwickeln“ wollen und die Handlung gehe aus wie das Hornberger Schießen. Die Anlage des Romans gestattet jedoch keinen anderen Ausgang; es wird von Anfang bis Ende deutlich, dass die im Grunde überlebte Gesellschaftsform von den Protagonisten nicht aufgegeben werden kann und will – womit die Poggenpuhls, stellvertretend für den ganzen preußischen Adelsstand, allerdings auf die Aussterbeliste gesetzt sind.

## Ausgaben
- Theodor Fontane: Die Poggenpuhls. Roman. Hrsg. von Gabriele Radecke. Berlin 2006, ISBN 3-351-03128-9 (Große Brandenburger Ausgabe, Das erzählerische Werk, Band 16).

## Filmografie
- 1984: Die Poggenpuhls (Fernsehfilm)